# イタリヤード
イタリヤード株式会社（英: Itariyard Co., Ltd.）は婦人服を主体に取り扱っていたアパレル会社。オリジナルブランドのレディースカジュアル衣料を中心に、アクセサリーの輸入販売を手がけていた。
独自のフランチャイズを作り上げて急成長し、大証2部へ上場したが、焦げ付きや経営不振などの事由から、2002年（平成14年）に自己破産した。

## 概要

### 順調な滑り出しから権限委譲まで
1976年（昭和51年）に、婦人服地メーカーロンシャンに勤めていた北村陽次郎が、「自己流の考え方で会社を経営したい。売る苦労をするより、市場の求めるものを探すほうが楽しい」との思いを抱き、27歳で脱サラして創業した。「イタリアの陽気でいい加減なイメージが自分にぴったり」として「イタリヤード」と命名。河原町二条の雑居ビル3階に15坪の事務所を借りて3名でスタートし、半年後にロンシャンのデザイナーだった北村の妻が参加、草創期には彼女のデザインした商品を北村が百貨店や婦人服専門店に売り歩いたという。初年度の売上は1億2,000万円だった。
1980年（昭和55年）に発売開始した「フロリダキーズ」を皮切りに、約6年間で主力となるオリジナルブランドを逐次投入。原色を多用したイタリア調のカジュアルデザインながら、海外品に比べて求めやすい価格で提供され人気を博した。加えて、東京、福岡、大阪に相次いで拠点オフィスを開設し、北村自身が芸能事務所やテレビ局を足しげく通いつめて、芸能人や局アナに衣装を提供した。これが若い女性の購買意欲を刺激し、創業10年目の1986年（昭和61年）7月期には売上を47億円に伸ばした。
「ワンマン経営と悪口を言われることがいやだった」北村は、創業8年目前後から権限委譲を始め、創業10周年を迎えた1987年（昭和62年）7月期より、商品企画から営業、商品管理までをすべて従業員任せにした。それまで「自分で決め、自分でモノをつくってやってきた」、つまり売れる商品を自ら企画し、予想のおよそ7掛けの数量で加工を指図し、それが売れたら即時に追加注文できる体制をつくってきた北村のやり方と異なり、得意先小売店の意向に沿った商品を企画加工し、それを展示会で販売するだけの、いわば権限を委譲された従業員自身は何らリスクを取らない方式に置き換わった。いきおい商品は多品種少量生産となり、製造コストの上昇を引き起こす一方で、売れ残りや返品が想定以上に積み上がる結果を招いた。北村が社長として唯一担当する投資においても、従業員の提案で渋谷に開業したレストランの採算がとれず、本業の足を引っ張ることとなった。その結果、1987年7月期は創業以来初の経常赤字に転落。翌1988年7月期と2期連続で赤字が続き、北村をして「明日にも倒産」と表現できるほど、資金繰りに窮する事態に陥った。

### イタリヤード独自のFC構築
北村は自ら営業部長を兼任し、北村曰く「鬼の社長に変身して」再び営業全般を統括管理し、現場の従業員や顧客から話を聞きまわった。合わせて1987年6月に四条河原町にオープンした直営の小売店「アンドレルチアーノ」を社長直轄とし、自ら店頭に立ちながら1年がかりで商品の品揃えから売上に至るまでのデータを収集し、分析を進めた。その結果、「KDD、つまり勘と度胸と丼勘定に頼るアパレル業界の常識を破らなければならない」、「人間の勘に頼ったアナログ発想から、数値化した販売情報に基づくデジタル発想に切り替えねば」と痛感。また、業界の慣習である得意先の意向に沿った商品展開に触れ、「リスクを持てるものがリーダーシップを握るべき」との思いを強くし、「店に置く商品はイタリヤードが選び、返品も値引きもイタリヤードが責任を持つ」独自のフランチャイズ（FC）を考え出した。
1988年（昭和63年）より、百貨店のインショップを含めた10店舗でオリジナルブランドに係るFCを開始した。イタリヤードにおけるFCは、「イタリヤードはFC店にブランド商品を販売し、FC店は専属に扱う。値引きも返品もイタリヤードが受ける」との内容に尽きる。通常取引ではFC店の粗利は35％、1月および7月のバーゲン時には在庫商品を3-4割引で販売してもらう代わりに、FC店の粗利は30％と設定した。一般的なFCの概念と大きく異なり、イタリヤードはFC店から粗利から歩合を取ることも、ロイヤルティーを取ることもしなかった。在庫リスクはイタリヤードが負うため、POSシステムを導入してフランチャイジー（FC店）の商品販売状況を即時に把握できるようにし、売上実績に基づくデータから店舗規模によって出荷パターンを数種類用意し、人の手を介さず追加発注指図を出すシステムをつくり上げた。1990年（平成2年）にはイタリヤード、FC店、協力工場、物流センターをオンラインで結ぶネットワークをつくり、発注に伴う物流業務を外部業者に委託することで、FC店は接客に専念できる環境が整った。
また北村は、今般の経常赤字転落の要因は「安直なアパレル業界の常識に沿った、多品種少量生産（多品種、小ロット、短サイクル）」にあり、「販売動向を分析してみると、定番商品がよく売れている。売れ筋や過去のアレンジ品に生産を絞り込み、中品種多量に転換することで売上予測は立てられる」と判断。安定して売れる（素材やデザインに手を加えない）定番品を3分の1、売れ筋商品に部分的に手を加えるアレンジ品を3分の1、新規企画商品を3分の1それぞれ加工販売する「品揃え3分の1の原則」を考案した。これにより、定番品とアレンジ品については早期に発注できるようになった。加えて、各ブランドに用いる色をワンシーズンで4-8色に、パターンを150程度と従前の半分程度に抑え、かつ「全女性の70％程度はMサイズでカバーできる」との情報に基づき、加工をMサイズに限定した。こうして、生産コストの削減と商品管理の平易化に寄与する中品種多量生産を徹底させた。
FC店の急増に伴い売上利益も並行して急伸し、1989年（平成元年）には経常利益を黒字に戻した。1990年代前半に到来したイタリアンブームも追い風となり、1994年（平成6年）にはFC店が160店に増加し、売上156億9,400万円、経常利益17億1,000万円に上る一方で、イタリヤードが管理する在庫は最大でも15億円、期末には6億1,100万円に抑えることに成功した。

### 北村の本業離れと多角化
北村は1992年（平成4年）に、ニュービジネス協議会の「アントレプレナー大賞」を受賞し、イタリヤード本社ビル竣工を果たした。その後も快進を続けるイタリヤードには、1994年（平成6年）に、大阪証券取引所第2部および京都証券取引所への上場提案が舞い込んできた。この状況において、「社長である自分が始終、会社におって、ああやれこうやれと指示を出さなくとも、もうイタリヤードはうまく運営できると思った」北村は、「会社のことはそっちのけ」で「京都若衆会」を結成し、その年に京都市で行われた「平安建都1200年記念事業」のボランティア活動に熱中した。
1995年（平成7年）に株式上場を果たし、立志伝中の人物とみなされた北村は「室町の風雲児」や「ベンチャーの旗手」と呼ばれたという。2,880円を公募価格と決めて売り出したところ買いが集まり、初値3,210円、その日の終値は3,330円をつけた。この時期から、北村は会社としての資産運用を開始。大手証券会社の支店長だった人間の勧めにのって、地理情報システム関連会社に30億円近く投資したものの、業績は思うように伸びず、大きな損失を出した。
他方、北村は「消費者への和服価格への不信感をいかに払拭するか」という観点に立ち、京都市下京区四条西洞院に建つ商家跡約600m2を買収し、4億円以上を投じて京町家風の店舗に改装。1996年（平成8年）に、和服の購入経験のない層をターゲットに絞った和装店「京のきもの屋」を開設した。呉服としては手ごろな価格に設定できたことから、立ち上がりは順調だった。
衰退色濃厚となった2000年（平成12年）にもその動きが止むことはなく、東京在住の知人による「京都は、遊び方がよく分からない」との声をヒントに、インターネットで京都のまちやお薦めの店舗を京都人の視点から案内する百華事店（）株式会社を設立している。

### 急激な売上落下と膨張する在庫
1996年（平成8年）より、主力のオリジナルブランドに加えて流行を後追いした直輸入品を市場に投入、これをもとにFC店をさらに増やそうと、10月に35億円のユーロ円建て転換社債を発行し、人件費や広告宣伝費として大量につぎ込んだ。ところが、これが全売上の1％程度に留まり、期待を大きく裏切る結果に終わった。その後も売上は芳しくなく、およそ1年あまりで販売打ち切りに追い込まれた。この時期から、特に流行を意識した商品企画がなされるようになり、かつて北村が掲げた「品揃え3分の1の原則」は、定番品3割、アレンジ品2割、新規企画商品5割生産と大きく変更された。
それに呼応するかのように、オリジナルブランドの売上が急落。同業他社が海外の高級ブランドを思わせる類似商品を次々に市場投入したことから、とりわけイタリヤード主力の「アンドレルチアーノ」の人気が離散し、その売上は1996年7月期の約70億円からわずか2年で半減するまでに至った。
他社製品との価格競争が激化した点も挙げられる。1980年代の半ば以降、対ドルレートは長期的に円高傾向で推移し、1995年には特に円高が進展。製造業では、日本国内に比べて「労働力コストが低い」、「資材、原材料、製造工程全体、物流、土地・建物等のコストが低い」中国を主とする海外へ生産拠点を移し、商品コストの抑制を図ろうとする動きが活発化した。しかし、イタリヤードではFC構築にあたって仕入の一元化を図り、価格よりも品質に焦点を置いて提携した糸商、商社との取引に限定していた。そのため、製造業の海外展開が進みゆく状況にあっても、国内工場での加工生産にこだわり続けた。
1997年（平成9年）より「品揃え3分の1の原則」を改めて徹底し、不採算のFC店には他社商品の販売を認める代わりに、取引縮小を行うなどして仕入を減らし始めたが、FC店が従前のように売上に寄与せず、北村曰く「売上至上主義で、実態からかけ離れた仕入れが先行した」イタリヤードの在庫は増え続ける一方で、1998年（平成10年）にはついに5億円の経常赤字を計上することとなった。1999年（平成11年）7月期からは新規のFC店募集を停止し、不採算FC店の整理を行って仕入高の大幅削減と在庫圧縮に取り組んだものの、売上の凋落は止まらず、かといって資産売却や人員削減などの財務体質改善施策を実施することもなかったため、業績は悪化する一方となった。
| イタリヤードにおける仕入と在庫実績の推移（各年7月期） 単位：億円        | イタリヤードにおける仕入と在庫実績の推移（各年7月期） 単位：億円 | イタリヤードにおける仕入と在庫実績の推移（各年7月期） 単位：億円 | イタリヤードにおける仕入と在庫実績の推移（各年7月期） 単位：億円 | イタリヤードにおける仕入と在庫実績の推移（各年7月期） 単位：億円 | イタリヤードにおける仕入と在庫実績の推移（各年7月期） 単位：億円 | イタリヤードにおける仕入と在庫実績の推移（各年7月期） 単位：億円 | イタリヤードにおける仕入と在庫実績の推移（各年7月期） 単位：億円 | イタリヤードにおける仕入と在庫実績の推移（各年7月期） 単位：億円 | イタリヤードにおける仕入と在庫実績の推移（各年7月期） 単位：億円 |
|                                                                         | 1994年                                                           | 1995年                                                           | 1996年                                                           | 1997年                                                           | 1998年                                                           | 1999年                                                           | 2000年                                                           | 2001年                                                           |                                                                  |
| ----------------------------------------------------------------------- | ---------------------------------------------------------------- | ---------------------------------------------------------------- | ---------------------------------------------------------------- | ---------------------------------------------------------------- | ---------------------------------------------------------------- | ---------------------------------------------------------------- | ---------------------------------------------------------------- | ---------------------------------------------------------------- | ---------------------------------------------------------------- |
| 仕入高                                                                  | 96.75                                                            | 99.95                                                            | 111.60                                                           | 109.66                                                           | 91.99                                                            | 63.31                                                            | 54.94                                                            | 50.68                                                            |                                                                  |
| 在庫高                                                                  | 6.11                                                             | 6.85                                                             | 10.46                                                            | 15.81                                                            | 27.50                                                            | 20.38                                                            | 21.43                                                            | 20.75                                                            |                                                                  |
| イタリヤード「有価証券報告書」より 2000年と2001年の仕入実績は連結ベース |                                                                  |                                                                  |                                                                  |                                                                  |                                                                  |                                                                  |                                                                  |                                                                  |                                                                  |

### 資金不足による信用不安の拡散
資金繰りも多忙化を極めた。1999年10月には35億円のユーロ円建て転換社債の償還のため、その全額を銀行から借り入れたが、業績悪化のために大半は短期借入金で賄わざるを得なくなった。
2000年7月に、15店舗のインショップを展開していたそごうが倒産して売掛金1億円が回収不能となり、この期の経常赤字は9億円に上った。これを重くみた北村は2001年（平成13年）1月に、新規取引先の開拓と新製品の投入を柱とした中期3か年計画「チャレンジ21」を発表。2003年7月期の売上目標を110億円（2000年7月期比45％増）、経常利益目標を5億円に設定した。そして、4月からは北村自身が素材調達や販売先との条件交渉の陣頭指揮を執ることにした。ところが、足元では2001年9月にマイカルが倒産して売掛金3,000万円の焦げ付きが発生。2000年7月期、2001年7月期の2期連続で赤字幅が拡大し、2001年7月期には連結売上高76億円、29億4,300万円の最終赤字に陥り、上場して初めて無配に転落することとなった。
10月1日と10月10日期日の仕入決済資金として4億円をメインバンクの三和銀行に申し込んだが、「新規融資はできません」との一点張りで断られたという。そのため、主要仕入れ先8社に対して仕入債務3億7,000万円の支払延期を受け、かつ10月31日期日の仕入債務3億3,000万円の支払延期を要請しなければならなくなった。9月27日には、全従業員120名の4分の1に当たる30名程度の早期優遇退職募集を発表。翌9月28日には、北村は経営再建に取り組む姿勢を明確にすべく剃髪した姿で、人員削減や在庫圧縮を進めながら外部のデザイナーを起用し、ヤング層を対象とする新ブランドを翌春から販売して早期の黒字化を目指す旨を発表した。
そのような中、有限責任監査法人トーマツがイタリヤードに対する特記事項として「今後の営業活動及び事業資金の調達活動の進展によっては、会社の事業の継続性に重要な影響を及ぼす可能性がある」と記したことが、2001年11月8日付の日本経済新聞朝刊によって明らかになった。これを契機に仕入先が一斉に取引見直しを行い、与信枠を閉鎖。これが倒産の引き金となった。

### 万策尽き、自己破産申請へ
11月8日、イタリヤードは日本経済新聞のインタビューに対して、支援企業を探しており、現に3-4社と業務提携話を進めていると表明。しかし、アパレル業界内は自社ブランドの整理縮小を進める企業ばかりで、イタリヤードのブランドを取り入れようとする企業を見つけることはできなかった。
延期された仕入債務の支払いを含めた当面の運転資金を手当てするため、香港やイギリスの投資会社3社と協議を行い、翌年1月24日を発行日とする5億5,000万円のユーロ円建て転換社債の引き受け受諾を得たうえで、12月17日にその発行を取締役会で決議した。さらに、12月21日には子会社である四君子の株式と土地建物を4億7,000万円で売却する旨を発表。しかし、この土地建物は銀行の借入金に対する担保に供されていたため、最後まで買い手が見つからなかった。
2002年に入っても業況は一向に好転せず、1月末に予定していた春物の仕入計画が組めない中で、北村は従業員からの声「もう社長、やめときましょうや。（1月24日に転換社債発行による）お金入ってくれば一時は助かるかもしれません。そやけど、その先どうなるか分かりませんし、しんどいだけです」に同調。1月22日に京都地方裁判所へ自己破産を申請し、午後4時に破産宣告を受けた。2001年12月31日付の負債総額は58億円と発表された。
北村はトレードマークだった髭を剃って、同日午後6時から京都商工会議所で記者会見に臨み、2001年7月期の決算について「帳簿上では債務超過ではなかったが、時価に基づいて不動産や在庫を洗い直した結果、43億円の債務超過と判明した」と答えた。

## コンセプト
- 面白い（ENJOYABLE）
- 楽しい（FUN）
- ゆたかに（GENEROUS）
- カッコよく（STYLISH）

独自のFC構築が奏功し、どうにか立ち直れるという目鼻がついた1990年代前半、「毎日長い時間を過ごす場所だから、自分たちが楽しく働けるオフィスを作りたいとアイデアを練った」北村は、この4点を新生イタリヤードのコンセプトとして挙げた。

## 本社ビル

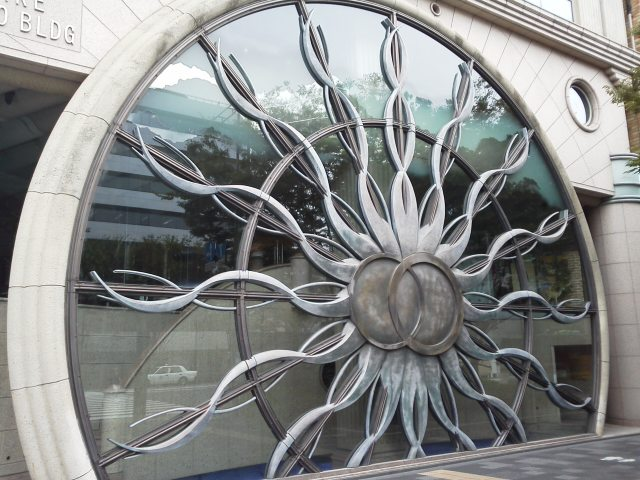
旧本社ビル1階外観

「いまの若い人は見た目で会社を選ぶ傾向が強い。自社ビルをもたなければ、人材は集まらない」と考えていた北村は、1992年（平成4年）7月、京都市中京区室町御池に九階建ての本社ビルを完成させた。
デザインは京都出身の建築家大杉喜彦に依頼し、施工まで一貫して京都の業者を選択している。正面玄関部分に北村の名前「陽次郎」にちなむ「太陽」をイメージしたモニュメントが描かれ、屋上部分に人間のセンスを司る「右脳」と、合理性の象徴といえる「左脳」を模した二つの半円が設けられている。各階ごとに内装壁を色分けし、照明、絨毯、机から調度品に至るまで、北村自身が選び抜いた逸品をイタリアから直輸入して備えていたほか、1階のエントランスロビーには北村夫妻をイメージした王や女王の油絵がかかっていたという。

## ブランド

### オリジナル
- フロリダキーズ
- ホワイトイタリヤード
- アンドレルチアーノ[注 25]
- ブランヌーボー

（上記4ブランドは20歳代後半から30代対象、かつフランチャイズ展開したブランド）
- イタリヤードウォモ （紳士服、取り扱いは直営2店舗のみ、売上は全体の1％程度）[63]
- アデッソ（アンドレルチアーノの妹分として企画、18歳から25歳対象）[64]

### 直輸入
- ドンナソラーレ （イタリア直輸入品、30歳代から40代対象、1998年販売中止）[44][64]
- コプコピン （フランス直輸入品、10歳代のいわゆるティーンズ層対象、1997年販売中止）[64]

## 沿革
- 1976年7月 - 京都市中京区にイタリヤード株式会社（資本金200万円）を設立
- 1978年11月 - 渋谷区神宮前1丁目に東京オフィスを開設
- 1979年11月 - 福岡市博多区に福岡オフィスを開設
- 1982年2月 - 渋谷区神宮前5丁目に東京店舗を開設
- 1983年7月 - 京都市中京区にオフィス・オートメーションを目的とするジック株式会社を設立
  - 10月 - アギーグレイス事業部を開設（FC展開できず、1995年に閉鎖[23]）
- 1985年11月 - 大阪市にフロムゼロ事業部（大阪オフィス）を開設
- 1987年6月 - 京都市下京区に直営店「アンドレルチアーノ」（京都四条店）を開設
  - 12月 - 港区北青山にイタリヤード事業部東京北青山を開設
- 1989年2月 - 福岡市博多区に直営店（デイトス店）を開設
- 1990年3月 - 海外ショップを開設
- 1991年8月 - 京都市中京区に直営2店舗を統括運営するアイティネットワーク株式会社を設立
- 1992年7月 - 京都市中京区に本社ビルを竣工
- 1995年6月6日 - 大阪証券取引所第2部および京都証券取引所に上場
- 1996年1月 - 京都市下京区に和装販売の四君子（）株式会社を設立
- 2000年4月 - 京都市中京区にインターネットで京都を案内する百華事店（）株式会社を設立
- 2002年1月22日 - 京都地裁に自己破産申請し、同日破産宣告を受ける[2]
  - 2月6日 - 上場廃止[65]